# Szkoła Podchorążych Rezerwy
Szkoła Podchorążych Rezerwy (SPRez., SPR) – w Wojsku Polskim szkoła wojskowa kształcąca kandydatów na oficerów rezerwy.
Nazwa wywodzi się z okresu międzywojennego, kiedy to utworzono Szkoły Podchorążych Rezerwy. Do służby byli powoływani poborowi z cenzusem (absolwenci szkół średnich lub studiów). Służba trwała rok i składała się z okresu nauki w szkole, podczas której żołnierze posługiwali się tytułem szeregowego (strzelca, ułana, kanoniera) z cenzusem. Szkolenie kończyło się egzaminem i absolwenci otrzymywali stopień kaprala i tytuł podchorążego (w wyjątkowych sytuacjach plutonowego podchorążego). Drugim okresem służby (już podchorążego) była praktyka dowódcza w jednostce wojskowej. Po jej zakończeniu podchorąży był zwalniany do rezerwy. Stopień oficerski uzyskiwał po odbyciu dodatkowych ćwiczeń.

## Ośrodki kształcenia podchorążych rezerwy w latach 1922-1939
W dwudziestoleciu międzywojennym, w Wojsku Polskim funkcjonowały następujące jednostki i szkoły podchorążych rezerwy:

### Piechoty

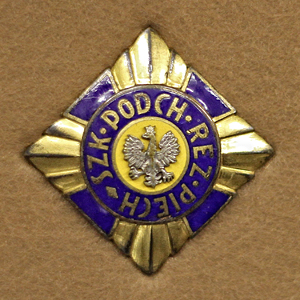
Odznaka 5 batalionu podchorążych rezerwy

- Szkoła Podchorążych Rezerwy Piechoty O.K. Nr 1 Kursu II go Ostrów- Komorowo - 1925r (podstawa: Jednodniówka wydana przez tę szkołę z 1925r z listą uczniów- chorążych)

- Szkoła Podchorążych Rezerwy Piechoty Nr 1 w Ostrowi-Komorowie (1927-1928)

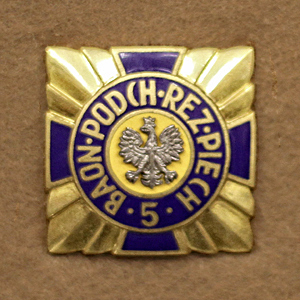
Odznaka 5 batalionu podchorążych rezerwy

- Batalion Podchorążych Rezerwy Piechoty Nr 1 w Ostrowi-Komorowie (1928-1929)
- Batalion Podchorążych Rezerwy Piechoty Nr 2 Tomaszowie Lubelskim (VIII 1928 – V. 1930)
- Batalion Podchorążych Rezerwy Piechoty Nr 2 w Biedrusku (V1930 -1 X 1932)
- Szkoła Podchorążych Rezerwy Piechoty Nr 4 w Tomaszowie Mazowieckim (1927-1928)
- Batalion Podchorążych Rezerwy Piechoty Nr 4 w Tomaszowie Mazowieckim (1928-1929)
- Szkoła Podchorążych Rezerwy Piechoty Nr 5 w Łobzowie (1927-1928)
- Batalion Podchorążych Rezerwy Piechoty Nr 5 w Łobzowie (1928-1932)
- Batalion Podchorążych Rezerwy Piechoty Nr 5A w Cieszynie (VIII 1928 – VIII 1932)
- Szkoła Podchorążych Rezerwy Piechoty Nr 6 w Zaleszczykach (1927-1928)
- Batalion Podchorążych Rezerwy Piechoty Nr 6 w Zaleszczykach (1928-1929)
- Batalion Podchorążych Rezerwy Piechoty Nr 6A w Rawie Ruskiej (VIII 1928 – VII 1929)

- Batalion Podchorążych Rezerwy Piechoty Nr 7A w Jarocinie (VIII 1928 – 1 X 1932)
- Szkoła Podchorążych Rezerwy Piechoty Nr 7 w Śremie (1927-1928)
- Batalion Podchorążych Rezerwy Piechoty Nr 7 w Śremie (1928-1929)
- Szkoła Podchorążych Rezerwy Piechoty Nr 9 w Berezie Kartuskiej (1927-1928)
- Batalion Podchorążych Rezerwy Piechoty Nr 9 w Berezie Kartuskiej (1928-1929)
- Szkoła Podchorążych Rezerwy Piechoty Nr 9A w Łukowie (1927-1928)
- Batalion Podchorążych Rezerwy Piechoty Nr 9A w Łukowie (1928-1929)
- Szkoła Podchorążych Rezerwy Piechoty Nr 10 w Gródku Jagiellońskim (1927-1928)
- Batalion Podchorążych Rezerwy Piechoty Nr 10 w Gródku Jagiellońskim (1928-1929)
- Batalion Podchorążych Rezerwy Piechoty Nr 10A w Nisku (VIII 1928 – 1 VIII 1932)
- Szkoła Podchorążych Rezerwy Piechoty w Zambrowie (1929-1935)
- Batalion Szkolny Podchorążych Rezerwy Piechoty w Zambrowie (1935-1937)
- Batalion Podchorążych Rezerwy Piechoty przy Szkole Podoficerów Zawodowych Piechoty w Grudziądzu (1929–1930)
- Kompania Podchorążych Rezerwy Piechoty 9 Pułku Piechoty Legionów w Zamościu (do 31 lipca 1931[1])

dywizyjne kursy podchorążych rezerwy w czynnych dywizjach piechoty (1935-1939)

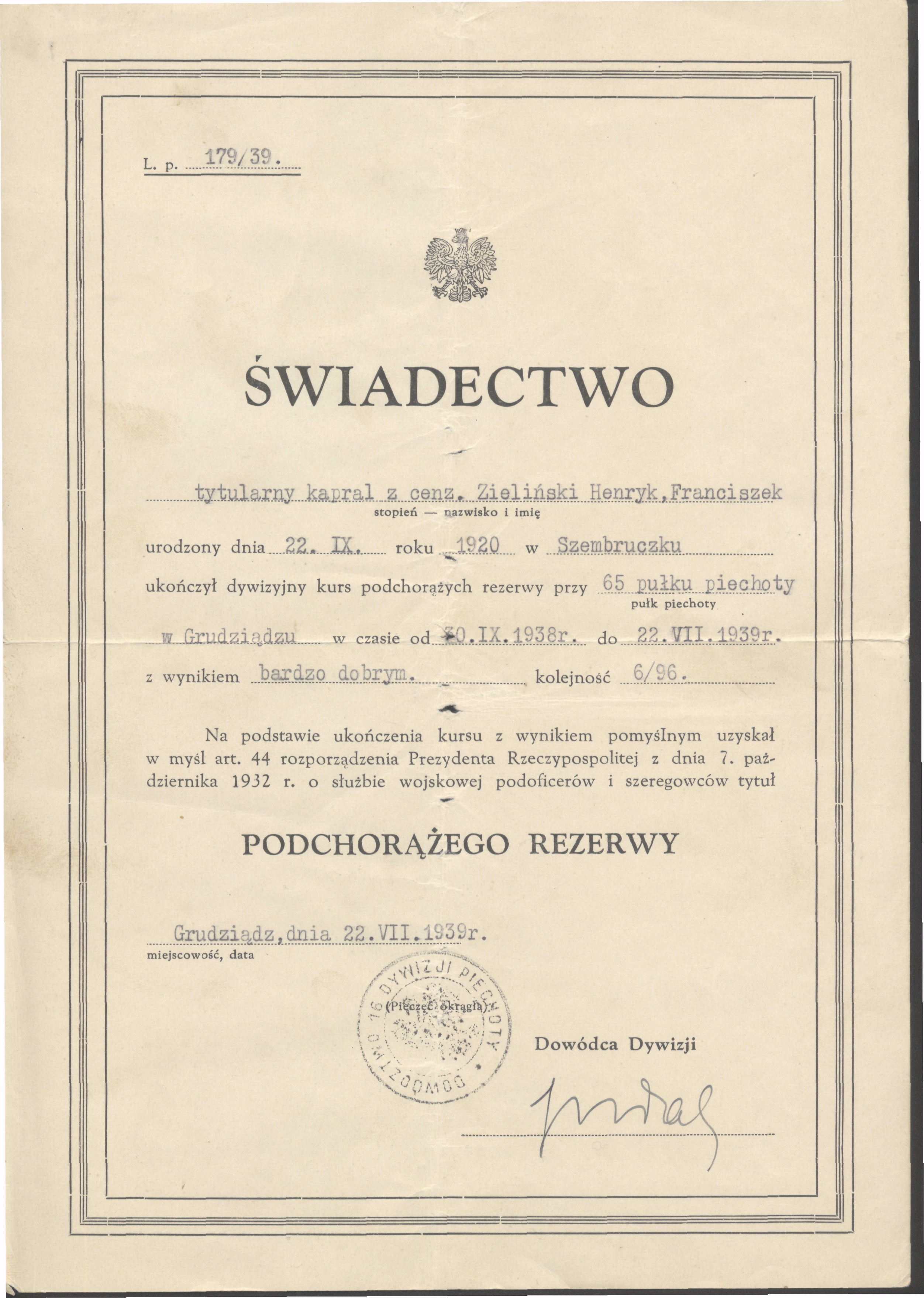
Świadectwo ukończenia w 1939 r. Dywizyjnego Kursu Podchorążych Rezerwy 16 DP przy 65 Starogardzkim Pułku Piechoty w Grudziądzu

7 grudnia 1932 roku Minister Spraw Wojskowych ustalił „jednolitą nazwę dla kursów szeregowych piechoty z cenzusem naukowym, zorganizowanych w dywizjach piechoty według następującego brzmienia: «Dywizyjny kurs podchorążych rezerwy w n-ym pułku piechoty»”.

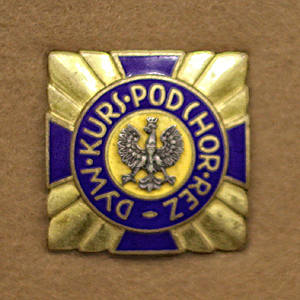
Odznaka dywizyjnego kursu podchorążych rezerwy

- Dywizyjny Kurs Podchorążych Rezerwy 1 DP Leg. przy 5 Pułku Piechoty Legionów w Wilnie
- Dywizyjny Kurs Podchorążych Rezerwy 2 DP Leg. przy 4 Pułku Piechoty Legionów w Kielcach
- Dywizyjny Kurs Podchorążych Rezerwy 3 DP Leg. przy 9 Pułku Piechoty Legionów w Zamościu
- Dywizyjny Kurs Podchorążych Rezerwy 4 DP przy 67 Pułku Piechoty w Brodnicy
- Dywizyjny Kurs Podchorążych Rezerwy 5 DP przy 19 Pułku Piechoty Odsieczy Lwowa we Lwowie
- Dywizyjny Kurs Podchorążych Rezerwy 6 DP przy 20 Pułku Piechoty Ziemi Krakowskiej w Krakowie
- Dywizyjny Kurs Podchorążych Rezerwy 7 DP przy 27 Pułku Piechoty w Częstochowie
- Dywizyjny Kurs Podchorążych Rezerwy 8 DP przy 13 Pułku Piechoty w Pułtusku
- Dywizyjny Kurs Podchorążych Rezerwy 9 DP przy 22 Pułku Piechoty w Siedlcach
- Dywizyjny Kurs Podchorążych Rezerwy 10 DP przy 28 Pułku Strzelców Kaniowskich w Łodzi
- Dywizyjny Kurs Podchorążych Rezerwy 11 DP przy 48 Pułku Piechoty Strzelców Kresowych w Stanisławowie
- Dywizyjny Kurs Podchorążych Rezerwy 12 DP przy 54 Pułku Piechoty Strzelców Kresowych w Tarnopolu
- Dywizyjny Kurs Podchorążych Rezerwy 13 DP przy 44 Pułku Strzelców Legii Amerykańskiej w Równem
- Dywizyjny Kurs Podchorążych Rezerwy 14 DP przy 57 Pułku Piechoty Wielkopolskiej w Poznaniu

- Dywizyjny Kurs Podchorążych Rezerwy 15 DP przy 62 Pułku Piechoty w Bydgoszczy
- Dywizyjny Kurs Podchorążych Rezerwy 16 DP przy 65 Starogardzkim Pułku Piechoty w Grudziądzu
- Dywizyjny Kurs Podchorążych Rezerwy 17 DP przy 69 Pułku Piechoty w Gnieźnie
- Dywizyjny Kurs Podchorążych Rezerwy 18 DP przy 71 Pułku Piechoty w Zambrowie
- Dywizyjny Kurs Podchorążych Rezerwy 19 DP przy 77 Pułku Piechoty w Lidzie
- Dywizyjny Kurs Podchorążych Rezerwy 20 DP przy 79 Pułku Piechoty w Słonimie
- Dywizyjny Kurs Podchorążych Rezerwy 21 DPG przy 4 Pułku Strzelców Podhalańskich w Cieszynie
- Dywizyjny Kurs Podchorążych Rezerwy 22 DPG przy 5 Pułku Strzelców Podhalańskich w Przemyślu
- Dywizyjny Kurs Podchorążych Rezerwy 23 DP przy 73 Pułk Piechoty w Katowicach
- Dywizyjny Kurs Podchorążych Rezerwy 24 DP przy 39 Pułku Piechoty Strzelców Lwowskich w Jarosławiu
- Dywizyjny Kurs Podchorążych Rezerwy 25 DP przy 29 Pułku Strzelców Kaniowskich w Kaliszu
- Dywizyjny Kurs Podchorążych Rezerwy 26 DP przy 18 Pułku Piechoty w Skierniewicach
- Dywizyjny Kurs Podchorążych Rezerwy 27 DP przy 24 Pułku Piechoty w Łucku
- Dywizyjny Kurs Podchorążych Rezerwy 28 DP przy 15 Pułku Piechoty „Wilków” w Dęblinie
- Dywizyjny Kurs Podchorążych Rezerwy 29 DP przy 76 Lidzkim Pułku Piechoty w Grodnie
- Dywizyjny Kurs Podchorążych Rezerwy 30 DP przy 82 Syberyjskim Pułku Piechoty w Brześciu

### Kawalerii
- Kursy Podchorążych Rezerwy przy brygadach jazdy (1921-1924)
- Szkoła Podchorążych Rezerwy Kawalerii Nr 1 przy 1 DK w Suwałkach (1924-1926)
- Szkoła Podchorążych Rezerwy Kawalerii Nr 2 przy 2 DK w Ostrołęce (1924-1926)
- Szkoła Podchorążych Rezerwy Kawalerii Nr 3 przy 3 DK w Śremie (1924-1925) i w Poznaniu-Sołaczu (1925-1926)
- Szkoła Podchorążych Rezerwy Kawalerii Nr 4 przy 4 DK we Lwowie (1924-1925) i w Zaleszczykach (1925-1926)
- Szkoła Podchorążych Rezerwy Kawalerii w Grudziądzu (1926-1939)

### Artylerii
- Kurs rezerwowy przy Szkole Podchorążych Artylerii (trzy kursy trzymiesięczne w latach 1920–1921)
- Dywizjon Szkolny Podchorążych Rezerwy Artylerii przy Szkole Podoficerów Zawodowych Artylerii w Toruniu (1922-1923)
- Szkoła Podchorążych Rezerwy Artylerii przy 1 Pułku Artylerii Polowej Legionów w Wilnie
- Szkoła Podchorążych Rezerwy Artylerii przy 6 Pułku Artylerii Polowej w Krakowie
- Szkoła Podchorążych Rezerwy Artylerii przy 14 Pułku Artylerii Polowej w Poznaniu
- Szkoła Podchorążych Rezerwy Artylerii przy 16 Pułku Artylerii Polowej w Grudziądzu
- Szkoła Podchorążych Rezerwy Artylerii przy 18 Pułku Artylerii Polowej w Ostrowi Mazowieckiej-Komorowie

Kadra oficerska została odkomenderowana do wymienionych wyżej pięciu szkół z macierzystych oddziałów na czas trwania kursu (od 7 stycznia do 6 lipca 1925).
- Dywizjon Szkolny Artylerii w Komorowie (1925-1926)
- Wołyńska Szkoła Podchorążych Rezerwy Artylerii im. Marcina Kątskiego we Włodzimierzu Wołyńskim (1926-1939)
- Mazowiecka Szkoła Podchorążych Rezerwy Artylerii im. gen. Józefa Bema w Zambrowie (1937-1939)

### Lotnictwa
- Szkoła Podchorążych Rezerwy Pilotów na Sołaczu w Poznaniu (1924-1925)
- Szkoła Podchorążych Rezerwy Lotnictwa w Oddziale Służby Lotnictwa na Sołaczu w Poznaniu (1926-1929)
- Szkoła Podchorążych Rezerwy Lotnictwa w Batalionie Szkolnym Lotnictwa na Sołaczu w Poznaniu (1929-1931)
- Szkolna Eskadra Podchorążych Rezerwy Lotnictwa w Szkole Podchorążych Lotnictwa w Dęblinie (1929-1937)
- Szkoła Podchorążych Rezerwy Lotnictwa w Radomiu-Sadkowie (1937-1939)
- Szkoła (Pluton) Podchorążych Rezerwy przy 1 Batalionie Balonowym w Toruniu

### Marynarki Wojennej
- Kursy podchorążych rezerwy dla absolwentów Szkoły Morskiej w Tczewie, w 1930 przeniesionej do Gdyni i przemianowanej na Państwową Szkołę Morską (1924-1939)

### Broni technicznych
- Szkoła Podchorążych Rezerwy Saperów w Kościuszkowskim Obozie Szkolnym Saperów (1922-1926)
- Szkoła Podchorążych Rezerwy Saperów w Batalionie Szkolnym Saperów w Twierdzy Modlin (1926-1929)
- Szkoła Podchorążych Rezerwy Saperów w Centrum Wyszkolenia Saperów w Twierdzy Modlin (1929-1939)

- Szkoła Podchorążych Rezerwy Wojsk Łączności w Zegrzu.

- Klasa podchorążych rezerwy w Szkole Podchorążych Broni Pancernych w Twierdzy Modlin (1936-1939)

### Służb
Służby weterynaryjnej
- Oddział Szkolny Służby Weterynaryjnej Wołyńskiej Szkoły Podchorążych Rezerwy Artylerii im. Marcina Kątskiego we Włodzimierzu Wołyńskim

W czasie II wojny światowej istniała konspiracyjna Szkoła Podchorążych Rezerwy Piechoty Agricola (tzw. Tajna Podchorążówka).

## Kształcenie podchorążych rezerwy w okresie PRL
W latach powojennych istniały przy uczelniach studia wojskowe a w późniejszym okresie Szkoły Oficerów Rezerwy, które funkcjonowały właściwie przy wszystkich wyższych szkołach oficerskich. Do nazwy "Szkoła Podchorążych Rezerwy" powrócono dopiero w latach 80. Szkoły te działały przy WSO i przy niektórych jednostkach wojskowych.
W latach 80. XX wieku kształcenie w odtworzonych SPR istniejących przy WSO i centrach szkolenia trwało 12 miesięcy (cztery miesiące kształcenie w szkole i osiem miesięcy praktyki w jednostce wojskowej).
W latach 90. szkolenie trwało 6 miesięcy (3 miesiące kształcenie w szkole i trzy miesiące praktyka dowódcza w jednostce wojskowej).
W odróżnieniu od przedwojennych podchorążówek rezerwy, tytuł podchorążego był (jest) nadawany bezpośrednio po rozpoczęciu nauki w szkole i nie uzyskuje się go w wyniku jej ukończenia. W trakcie nauki podchorążowie uzyskują jedynie kolejne stopnie podoficerskie. Po ukończeniu szkolenia przeprowadzano egzamin na oficera. Stopień oficerski podchorąży rezerwy może otrzymać po odbyciu odpowiedniej liczby dni ćwiczeń wojskowych w rezerwie.

## Odznaka
Odznaka ustanowiona w 1927 dla uczniów Szkół Podchorążych Rezerwy wszystkich broni i służb jako jednolita oznaka szkolna do noszenia na kołnierzu kurtki i płaszcza.
- Oznakę tworzą; wieniec z gwiazdą i umieszczone w nim trzy stylizowane litery: S. P. R.
- Oznaka wykonana z białego metalu.
- Prawo noszenia oznaki mają wszyscy uczniowie przez cały czas pobytu w szkole, z chwilą opuszczenia szkoły, oznaki tej nie nosi się. * Nałożenie oznaki we wszystkich szkołach podchorążych rezerwy powinno nastąpić z chwilą rozpoczęcia kursów w tych szkołach[5].